# 彼女について私が知っている二、三の事柄
『彼女について私が知っている二、三の事柄』（かのじょについてわたしがしっているにさんのことがら、仏語 Deux ou trois choses que je sais d'elle）は、1966年（昭和41年）製作、ジャン＝リュック・ゴダール監督によるフランス・イタリア合作の長篇劇映画である。

## 概要
本作は、週刊誌『ル・ヌーヴェル・オプセルヴァトゥール』に掲載されたカトリーヌ・ヴィムネによるアンケート記事に想を得て、ゴダールが脚本を執筆し製作された。HLM（低賃貸住宅）で起きている主婦売春の話である。1966年8月8日にクランクイン、同年9月8日クランクアップした。イーストマンカラー、テクニスコープ作品。
アメリカ人ジョン・ヴォーガス役で出演しているラウール・レヴィは本作のプロデューサーで、撮影後の同年12月31日、フランス・サントロペのホテルで拳銃自殺しており、本作が遺作となった。製作主任としてのちの映画監督のクロード・ミレールが参加しており、のちに助監督から脚本家、映画監督になるジャン＝パトリック・ルベルと共に、それぞれ「ブヴァール」役と「ペキュシェ」役で出演しているが、この役名はギュスターヴ・フローベールの未完の遺作『ブヴァールとペキュシェ』からの引用である。
ほとんどの俳優・女優が、本作以前に映画出演作がなく、本作がデビュー作となっている。主演のマリナ・ヴラディの息子役・娘役は、俳優のアントワーヌ・ブルセイエの息子クリストフ・ブルセイエ、娘マリー・ブルセイエ（現在のマリー・サラ）である。
日本では、1970年（昭和45年）10月3日、柴田駿のフランス映画社と大島渚の創造社が共同で主催した「ゴダール・マニフェスト」の一環として、劇場公開された。1971年（昭和46年）11月20日にスタートした「日活ロマンポルノ」の第1作、西村昭五郎監督の『団地妻 昼下りの情事』に深い影響を与えた。日本での本作のDVDは、1998年と2003年にハピネット・ピクチャーズ、2008年にはデジタルリマスター版がギャガ・コミュニケーションズから発売されている。

## ストーリー
1966年8月、パリ郊外では、新首都圏拡張整備計画に従い公団住宅（HLM - 標準賃貸住宅）の建設が進んでいる。ジュリエット・ジャンソン（マリナ・ヴラディ）は、そんな公団住宅に夫のロベール（ロジェ・モンソレ）、息子のクリストフ（クリストフ・ブルセイエ）と娘のソランジュ（マリー・ブルセイエ）とともに住んでいる。子どもたちはまだ幼く、ガソリンスタンドに勤める夫はアマチュア無線家で、友人のロジェ（ジャン・ナルボニ）と朝から交信している。
ジュリエットは夫のいない昼間、売春をしている。ジェラール氏の売春宿に子どもを預け、買い物やカフェでの客の物色をする。その日も、若い男をホテルに連れ込み、仕事をし、その後でワンピースを買って、美容院へ向かった。美容院に勤めるマリアンヌ（アニー・デュプレー）に誘われ、アメリカ人（ラウール・レヴィ）の滞在するホテルへと遊びに行く。アメリカ人たちは、彼女たちに大金を振舞うのだ。
夫ロベールは、用事が終わるまで妻をカフェで待っている。近くの席では、女子学生（ブランディーヌ・ジャンソン）と作家（ジャン＝ピエール・ラヴェルヌ）が論争している。やがて妻ジュリエットが現れ、夫婦そろって家に帰る。ベッドでのふたりは、口論を繰り返し、それぞれ読書をするのだった。

## スタッフ
- 監督・脚本 : ジャン＝リュック・ゴダール
- 原案 : カトリーヌ・ヴィムネ
- 音楽 : ルートヴィヒ・ヴァン・ベートーヴェン
- 撮影 : ラウール・クタール
- 録音 : ルネ・ルーヴェル
- 編集 : フランソワーズ・コラン、シャンタル・ドラットル
- スクリプター : シュザンヌ・シフマン
- 助監督 : シャルル・L・ビッチ、イザベル・ポンス
- 製作主任 : クロード・ミレール、フィリップ・サンネ
- プロデューサー : アナトール・ドーマン、ラウール・レヴィ
- 製作 : アヌーシュカ・フィルム、アルゴス・フィルム、パルク・フィルム

## キャスト
- ジョゼフ・ジェラール （ジェラール氏役）
- マリナ・ヴラディ （ジュリエット・ジャンソン役）
- アニー・デュプレー （マリアンヌ役）
- ロジェ・モンソレ （ロベール・ジャンソン役）
- ラウール・レヴィ （アメリカ人ジョン・ヴォーガス役）
- ジャン・ナルボニ （ロジェ役）

以下アルファベット順
- イヴ・ブネトン （若い男役）
- ジュリエット・ベルト （ロベールに話しかける女役）
- エレナ・ビエリシック （浴室にいる女役）
- クリストフ・ブルセイエ （クリストフ・ジャンソン役）
- マリー・ブルセイエ （ソランジュ・ジャンソン役）
- マリー・カルディナル
- ロベール・シュヴァシュー （計測人役）
- ジャン＝リュック・ゴダール （ナレーション）
- ブランディーヌ・ジャンソン （女子学生役）
- バンジャマン・ジュール＝ロゼット （地下の男役）
- ジャン＝ピエール・ラヴェルヌ （作家役）
- ジャン＝パトリック・ルベル （ペキュシェ役）
- アンナ・マンガ （地下の男役）
- クロード・ミレール （ブヴァール役）
- エレーヌ・スコット （ピンボールに興じる女役）

## 評価
レビュー・アグリゲーターのRotten Tomatoesでは32件のレビューで支持率は94%、平均点は8.10/10となった。

## 関連事項
- ジャン＝リュック・ゴダール監督作品一覧
- ル・ヌーヴェル・オプセルヴァトゥール （en:Le Nouvel Observateur、fr:Le Nouvel Observateur）
- テクニスコープ （en:Techniscope）
- ブヴァールとペキュシェ （en:Bouvard et Pécuchet、fr:Bouvard et Pécuchet）
- HLM （en:HLM）
- 団地妻
- 団地妻 昼下りの情事

## 註
1. ↑  キネマ旬報DBサイト内の「彼女について私が知っている二三の事柄」の記述を参照。
2. ↑  Roberto Chiesi, Jean-Luc Godard, Roma : Gremese, ISBN 888440259X, p.104.
3. ↑  “Two or Three Things I Know About Her”. Rotten Tomatoes.   Fandango Media. 2022年9月19日閲覧。